# Duke Nukem (datorspel)
Duke Nukem, även kallat Duke Nukum, är ett plattformsspel utvecklat och utgivet av Apogee, och det första spelet med spelfiguren Duke Nukem. Spelet släpptes till MS-DOS den 1 juli 1991.
Spelet är noterbart för sin smarta banuppbyggnad och snabba spel. Duke Nukem utspelas år 1997 där Dukes uppdrag är att stoppa Dr. Proton, en elak man som styr världen med en armé av Techbots. Spelet utspelar sig bland annat i en rymdstation och på andra futuristiska platser och grafiken är mycket lik andra samtida spel, såsom Turrican och Mega Man.

## Efterföljare
Duke Nukem uppföljdes av Duke Nukem II 1993, och Duke Nukem 3D 1996. En tredje uppföljare, Duke Nukem Forever släpptes 2011. Ett spel som inte tillhör serien är Duke Nukem: Manhattan Project.